# Gavia
La Gavia , dels gaviformes (Gaviiformes), coneguts vulgarment com a calàbries, són un ordre d'ocells aquàtics bussejadors, amb les potes situades molt enrere en el cos. Aquesta característica els fa molt maldestres en terra. Totes les espècies vives s'inclouen en una sola família Gaviidae, amb un sol gènere, Gavia, nadiu de l'hemisferi nord, especialment de les latituds altes.

## Descripció
Les calàbries són ocells de grandària bastant gran, de la grandària d'un ànec gran o una oca petita. Són ocells aquàtics que neden semienfonsades (com els corbs de mar, no com els ànecs). Quan descansen sobre l'aigua la seva línia de flotació és més alta que la dels corbs de mar. Tenen els tres dits frontals palmats. A diferència dels corbs de mar que tenen el bec ganxut, les calàbries tenen el pic llarg i punxegut i cua més curta. En vol les calàbries semblen oques rabassudes amb ales de Laridae, relativament petites en proporció amb el seu voluminós cos. Quan neden solen apuntar el seu cap lleugerament cap amunt, però menys que els corbs de mar. En vol, en canvi, el seu cap penja més que en altres ocells aquàtics similars.

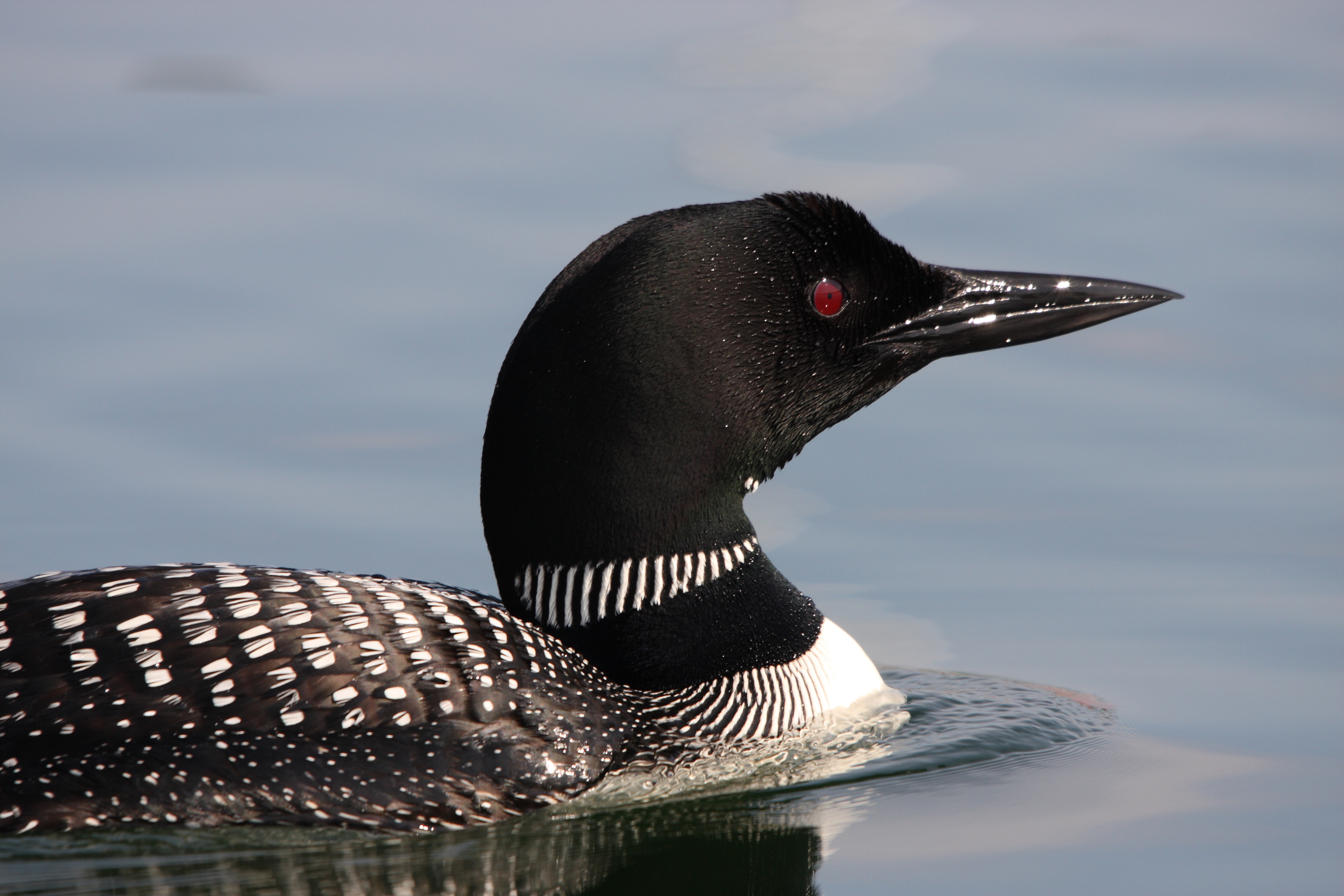
Les calàbries es caracteritzen pel seu pic punxegut.

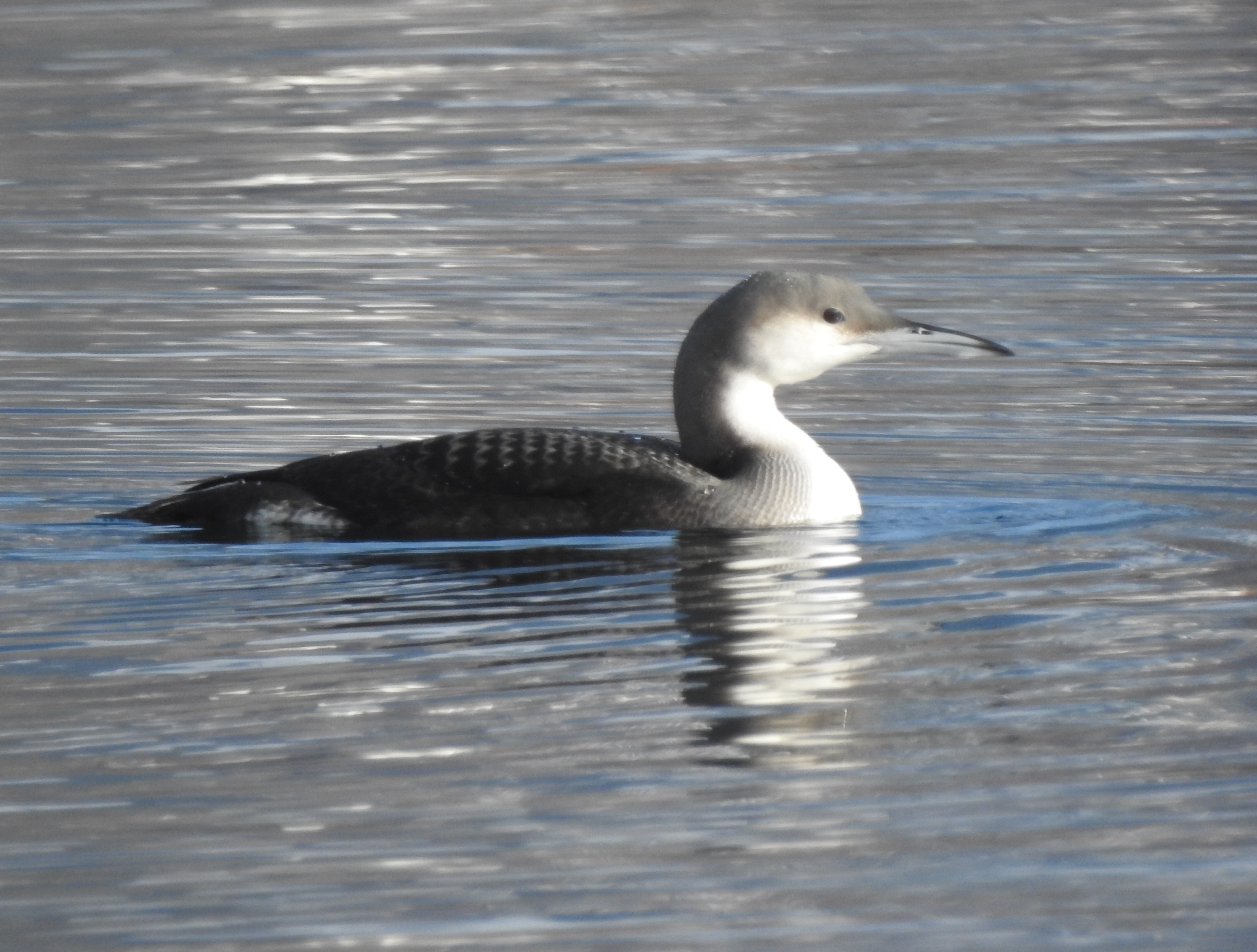
Les calàbries tenen plomatges d'hivern molt similars entre si.

Els mascles i les femelles tenen un plomatge idèntic, però els mascles solen ser una mica més grans. En canvi tots dos tenen diferents plomatges segons les estacions, encara que tots tenen el ventre blanc en qualsevol dels plomatges. Els adults tenen un plomatge estival, en l'època de cria, amb un patró de color en blanc i negre (amb el cap gris en algunes espècies) molt característic i que permet diferenciar clarament a les espècies, i un plomatge hivernal més auster, en tons grisencs en les parts superiors i blancs en les inferiors, incloses la gola i part frontal del coll, on totes les espècies s'assemblen bastant a primera vista. Llavors les diferents espècies de calàbria poden distingir-se per algunes característiques, com la grandària, el color del cap i el coll, l'esquena i el pic, però des de lluny la identificació exacta de les diferents espècies és difícil fins i tot per als experts – i en particular els individus immadurs més petits el plomatge dels quals és similar a l'hivernal dels adults i que fa que la grandària no sigui un senyal d'identificació.

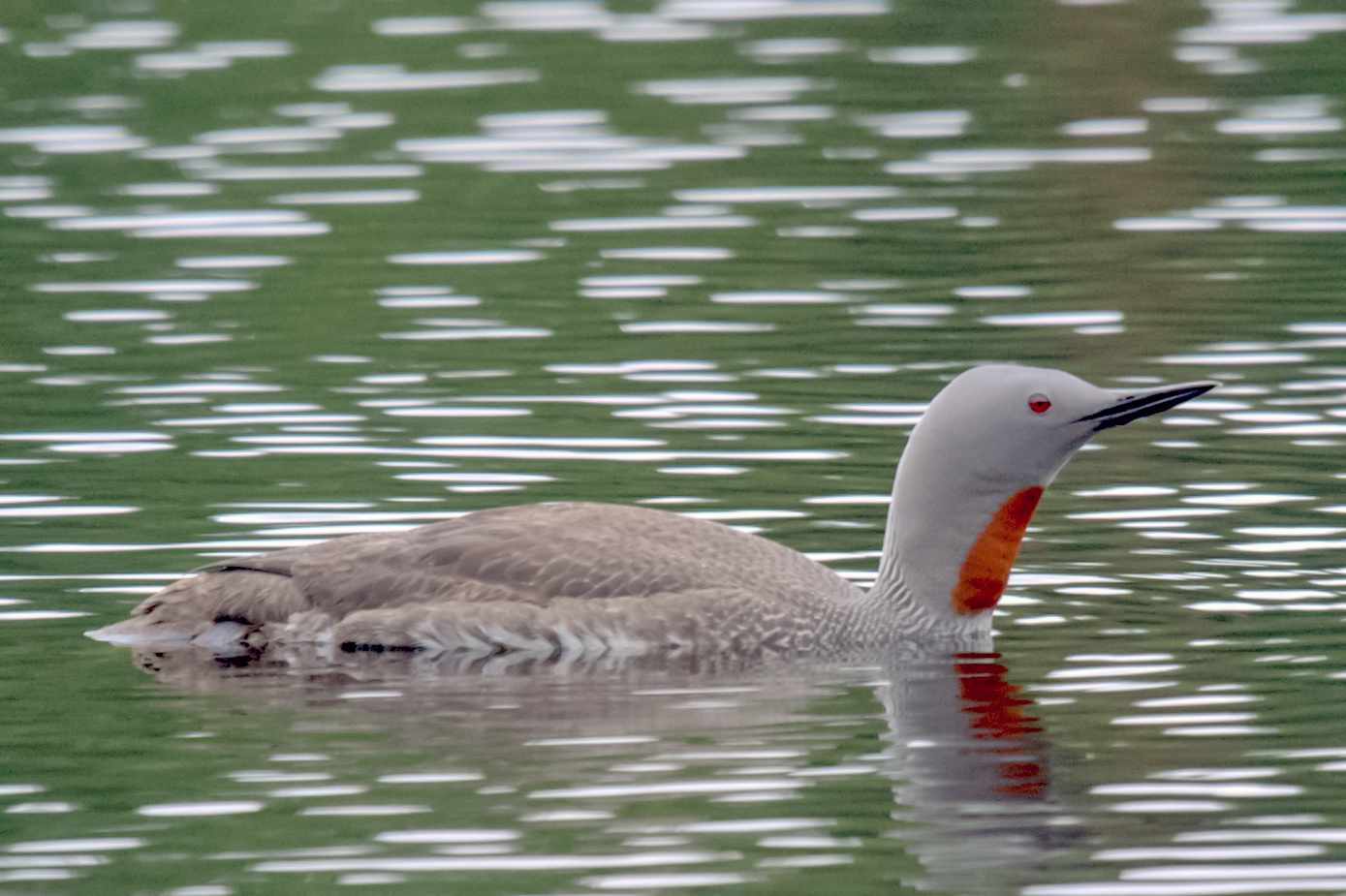
Algunes espècies de calàbries tenen el cap gris i unes altres la tenen negra.

Els gaviformes figuren entre els pocs grups d'ocells els pollets dels quals muden a una segona capa de plomissol abans que els creixin les primeres plomes juvenils. Aquest tret el comparteixen amb els Procellariiformes i els pingüins (Sphenisciformes), tots dos parents de les calàbries.

## Taxonomia
Es reconeixen cinc espècies actuals de Gavia:
- Gavia adamsii - calàbria d'Adams.
- Gavia arctica - calàbria àrtica.
- Gavia immer - calàbria gran.
- Gavia pacifica - calàbria del Pacífic.
- Gavia stellata - calàbria noi.

A més, hi ha diverses espècies fòssils conegudes, així com diversos gèneres dins de l'ordre Gaviiformes:
- Colymboides †
- Gaviella †
- Neogaeornis †

### Diferències de les espècies en els plomatges d'hivern
- Calàbria petit (Gavia stellata)

El més petit de tots i el més comú en la majoria de les regions on viu. Es distingeix de la calàbria àrtica, que és al qual més li ho sembla, per mantenir, generalment, el pic dirigit cap amunt quan res. També per l'absència d'una taca blanca en el costat (molt visible en la calàbria àrtica).
- Calàbria àrtica (Gavia arctica)

Una mica major que la calàbria petita. Es distingeix d'ell pel pic recte en forma de daga. El coll és una mica més gruixut que el de la calàbria petit. Quan res és molt visible una taca blanca en el costat, cap al final del cos, prop de la cua. El pit és més prominent que el de la calàbria petita.
- Calàbria gran (Gavia immer)

Grandària gran. Aspecte robust, similar al corb de mar gran. No obstant això les diferències són clares (veure el principi de la pàgina). El front és empinat i el Pili pla. El coll i el pic fosc són més robustos que els de les dues espècies anteriors. Cim corb. En la base del coll té una espècie de mig collaret més fosc. En vol aquesta espècie, i la següent, aletegen de forma més lenta que les dues espècies anteriors.
- Calàbria d'Adams (Gavia adamsii)

El de major grandària. Quan res, el pic sol apuntar lleugerament cap amunt, com la calàbria noi. Però la grandària és molta major. El pic és generalment de color clar (o més pàl·lid) en la punta i la part exterior del cim. El cim és pràcticament recte. En la calàbria gran, que és el més semblant, el pic és fosc. Coll gruixut, pràcticament del mateix gruix que el cap. És la calàbria que es manté més al nord durant l'hivern. Generalment en el nord de Noruega; rares vegades per sota de la Mar del Nord o el Bàltic, pel que fa a Europa.

## Comportament i ecologia
Les calàbries són excel·lents nedadores, usen les seves potes per a impulsar-se en la superfície i sota l'aigua. Les seves potes estan situades molt enrere en el seu tronc, per la qual cosa els resulta difícil mantenir l'equilibri. Per això solen evitar anar a terra ferma, excepte durant l'amidament o si estan ferits..
Les calàbries tenen un vol enèrgic, encara que tenen una ràtio ala peso alt, la qual cosa complica el seu enlairament. Per això, moltes espècies han de córrer sobre la superfície de l'aigua aletejant per a generar prou impuls per a aixecar el vol. Només la calàbria petita (G. stellata) pot enlairar des de terra. Una vegada en l'aire, les calàbries poden volar llargues distàncies durant la migració. S'han registrat vols diaris de fins a 1078 km en un període de 24 hores, que probablement es van fer seguits. Les calàbries del nord d'Europa migren principalment a través del sud del Bàltic o directament sobre terra fins a la mar Negra o el Mediterrani. Les calàbries poden viure fins a trenta anys i poden mantenir la seva respiració sota l'aigua fins a 90 segons.

### Alimentació
Les calàbries localitzen a les seves preses mitjançant la vista. S'alimenten principalment de peixos, i complementen la seva dieta amb amfibis, crustacis i altres petits animals aquàtics. Prefereixen els llacs d'aigües clares on poden veure amb facilitat a les seves preses. Les calàbries usen el seu punxegut pic per a agarrar o travessar a les seves preses. S'empassen a les seves preses senceres i engoleixen als vertebrats començant pel cap per a facilitar el seu trànsit. Per a ajudar a la seva digestió, les calàbries empassen grava del fons dels llacs.

### Reproducció
Les calàbries nien durant l'estiu en aigües dolces de llacs i tolles. Els cossos d'aigua més petits (de fins a 0,5 km²) generalment només són usats per una parella. En els llacs més grans pot haver-hi més d'una parella, i cadascuna usa una secció o badia del llac. No obstant això, la calàbria petita nia colonialment, niant diverses parelles juntes en llacunes àrtiques i s'alimenten en la mar o llacs més grans, transportant el menjar als pollets.
Les calàbries s'aparien en terra, sovint sobre el lloc dels seus futurs nius, i construeixen els seus nius prop de l'aigua, i prefereixen emplaçaments completament envoltats per aigua com les illes o plataformes de vegetació emergent. Les calàbries usen gran varietat de material vegeten per a construir els seus nius, com a vegetació aquàtica, acícules de pi, fulles, herba i molsa a més de fang. A vegades gairebé no posen gairebé cap material. Tots dos sexes construeixen el niu i incuben conjuntament durant uns vint-i-vuit dies. Si es perden els ous durant la incubació, pot ser que la parella realitzi una segona posada, generalment en un altre lloc. Com el niu està situat molt prop de l'aigua, les crescudes poden fer que hagin de pujar-los fins a gairebé un metre si es produeixen lentament.
Encara que tots dos sexes participen gairebé per igual en la construcció del niu i la incubació, els estudis demostren que són els mascles els que trien l'emplaçament del niu. Aquest patró té la important conseqüència que els mascles, i no les femelles, estableixen llaços amb el territori que permeten que tendeixin a produir més pollets allí al llarg del temps. La predisposició sexual a familiaritzar-se amb l'emplaçament pot explicar, en part, per què els mascles lluiten tan dur per a defensar els seus territoris.
La majoria de les posades consten de dos ous, que són posats al maig o juny, depenent de la latitud. Els pollets de calàbria són precoces, són capaces de nedar i bussejar poc després de néixer, però amb freqüència són implicats en el llom dels seus pares durant les primeres dues setmanes, conservant-se calentes i secs, i protegits dels depredadors. Els pollets són alimentats pels seus progenitors durant unes sis setmanes però gradualment comencen a alimentar-se sols després. A les 11 o 12 setmanes els juvenils poden aconseguir-se el menjar sols i comencen a volar.